# 小松慶也
小松 慶也（こまつ けいや、1878年2月3日 - 1939年6月16日）は、明治の陸軍騎兵大尉。1910年にアルゼンチンへ移民し、牧場主となった。

## 来歴・人物
長野県東筑摩郡片丘村（現塩尻市）出身。旧制松本中学（長野県松本深志高等学校）を経て、1897年11月陸軍士官学校（9期）卒業。1907年11月、陸軍大学校（19期）を優等（次席／33名）で卒業して恩賜の軍刀を拝受。第8師団参謀に就任した。
エリート軍人としてのスタートを切ったにもかかわらず、卒業直後の1910年、伊藤清蔵農学博士の招きにより、妻子を連れてアルゼンチンへ渡り酪農家となった。なぜ突然に軍をやめて移民したのかについては諸説あるがはっきりしない。
陸軍大学校の同期には、荒木貞夫（陸軍大臣、文部大臣）、阿部信行（内閣総理大臣）、真崎甚三郎（教育総監）、本庄繁（関東軍司令官）らがおり、移住後も多くの旧友との交流があった。